# Wikiwand
Wikiwand (dříve stylizováno jako WikiWand) je rozhraní, které umožňuje zobrazení projektů Nadace Wikimedia, typicky Wikipedie, ve speciálním vzhledu.

## Popis

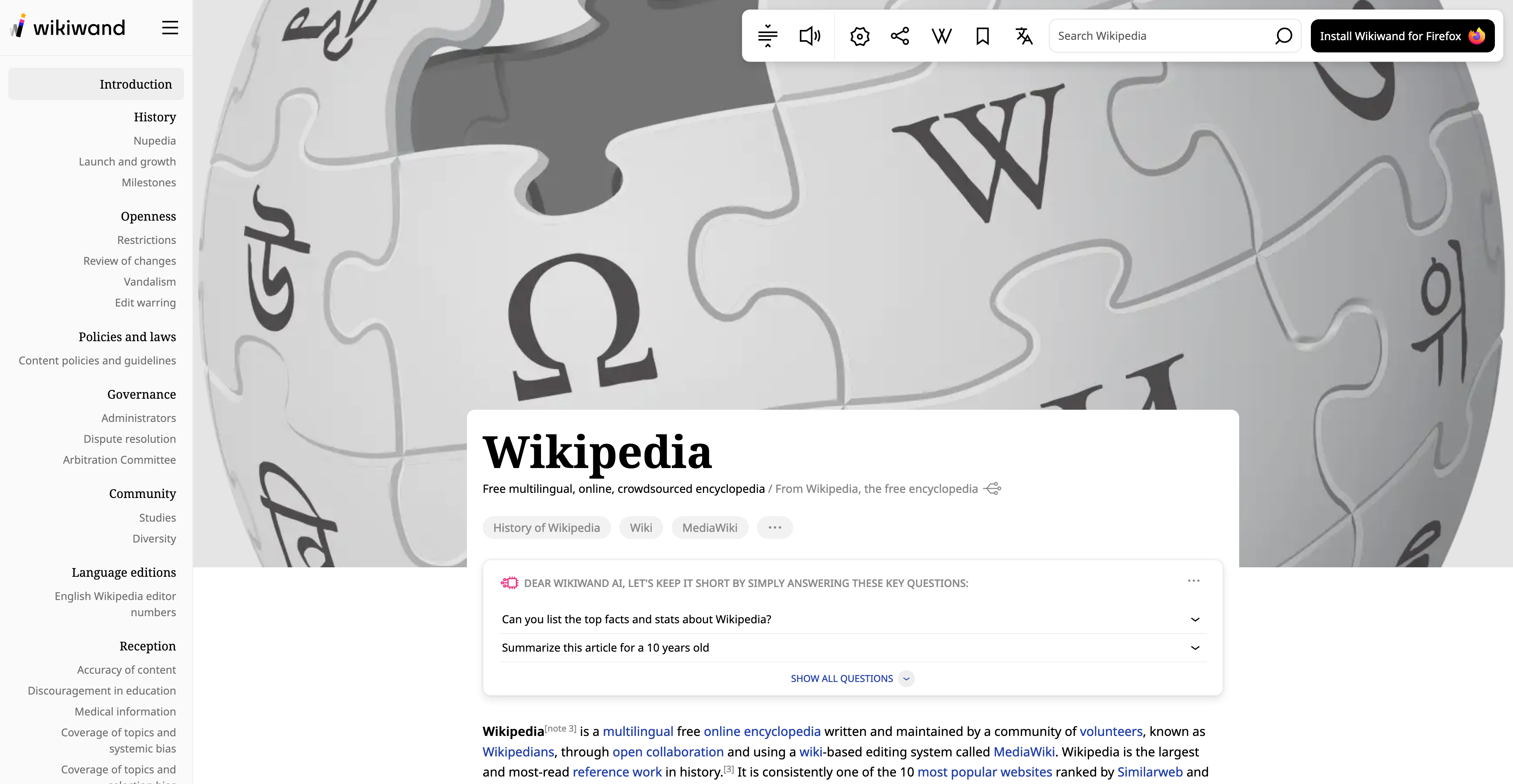
Vzhled stránky na Wikipedii při použití softwaru Wikiwand

Rozhraní zahrnuje postranní panel, navigační lištu, odkazy na stránky v dalších jazycích, speciální typografii, přístup k náhledu na související články, ale také reklamy a sponzorované články.

## Historie
Rozhraní bylo spuštěno v srpnu 2014. Motivací pro spuštění rozhraní byla podle jeho zakladatele Liora Grossmana skutečnost, že Wikipedie používala tou dobou zastaralé rozhraní, které neodpovídalo standardům tehdejší doby.
V roce 2015 byla zveřejněna aplikace Wikiwand pro systém iOS. V lednu 2023 byla spuštěna verze rozhraní Wikiwand 2.0 s novými funkcemi, akualizovaným vzhledem a integrací umělé inteligence.

## Dostupnost
Rozhraní je dostupné přes webovou stránku wikiwand.com nebo jako rozšíření pro internetové prohlížeče Google Chrome, Mozilla Firefox a Safari.